# Mazaly Aguilar
Mazaly Aguilar Pinar (ur. 20 września 1949 w Cuenca) – hiszpańska polityk i ekonomistka, deputowana do Parlamentu Europejskiego IX kadencji.

## Życiorys
Ukończyła ekonomię i zarządzanie przedsiębiorstwem na Uniwersytecie Complutense w Madrycie. Studiowała też prawo na uniwersytecie kształcenia na odległość (UNED). Pracowała głównie w sektorze bankowych (Bank of America, BBVA, Banesto), a także w przedsiębiorstwach Trasmediterránea i Vodafone. Zajmowała się głównie kwestiami współpracy instytucjonalnej. Została też wykładowczynią w Centro Universitario Villanueva oraz w Escuela Internacional de Protocolo.
Dołączyła do partii Vox, obejmując funkcję zastępczyni sekretarza do spraw kontaktów międzynarodowych. W wyborach w 2019 uzyskała mandat deputowanej do PE IX kadencji.